# Ewa Ścieszko
Ewa Ścieszko (ur. 20 października 1990 w Łodzi) – polska pływaczka, brązowa medalistka letniej uniwersjady w Belgradzie w 2009 roku.
Trenuje w klubie Start Łódź. Jej trenerem jest Zbigniew Muras. Specjalizuje się w stylu klasycznym.

## Dotychczasowe sukcesy
Uniwersjada
- Belgrad 2009:

 – 50 metrów stylem klasycznym